# Monts du Cantal
De Monts du Cantal (Nederlands: Cantalgebergte) is een gebergte in het Centraal Massief in Midden-Frankrijk. Het zijn in feite de overblijfselen van één grote stratovulkaan, de grootste van Europa, die nog steeds zichtbaar is aan de oppervlakte. Deze vulkaan is ongeveer 13 miljoen jaar geleden ontstaan in het Mioceen, terwijl de laatste uitbarsting ongeveer 2 miljoen jaar geleden moet hebben plaatsgevonden in het Pleistoceen. In de laatste 2 miljoen jaar heeft het gebergte blootgestaan aan erosie van water en – tijdens verschillende ijstijden – het ijs van gletsjers.
De Monts du Cantal beslaan een groot gedeelte van het gelijknamige departement de Cantal in de regio Auvergne-Rhône-Alpes.
De belangrijkste doorgaande weg doorheen het gebergte is de N122, die het hoogste punt bereikt bij de tunnel van Le Lioran. Boven de tunnel liggen de passen Col de Font-de-Cère en Col du Lioran. De Pas de Peyrol (1589 m) ligt iets noordelijker en vormt de hoogste verharde weg van het Centraal Massief.

## Belangrijkste bergtoppen

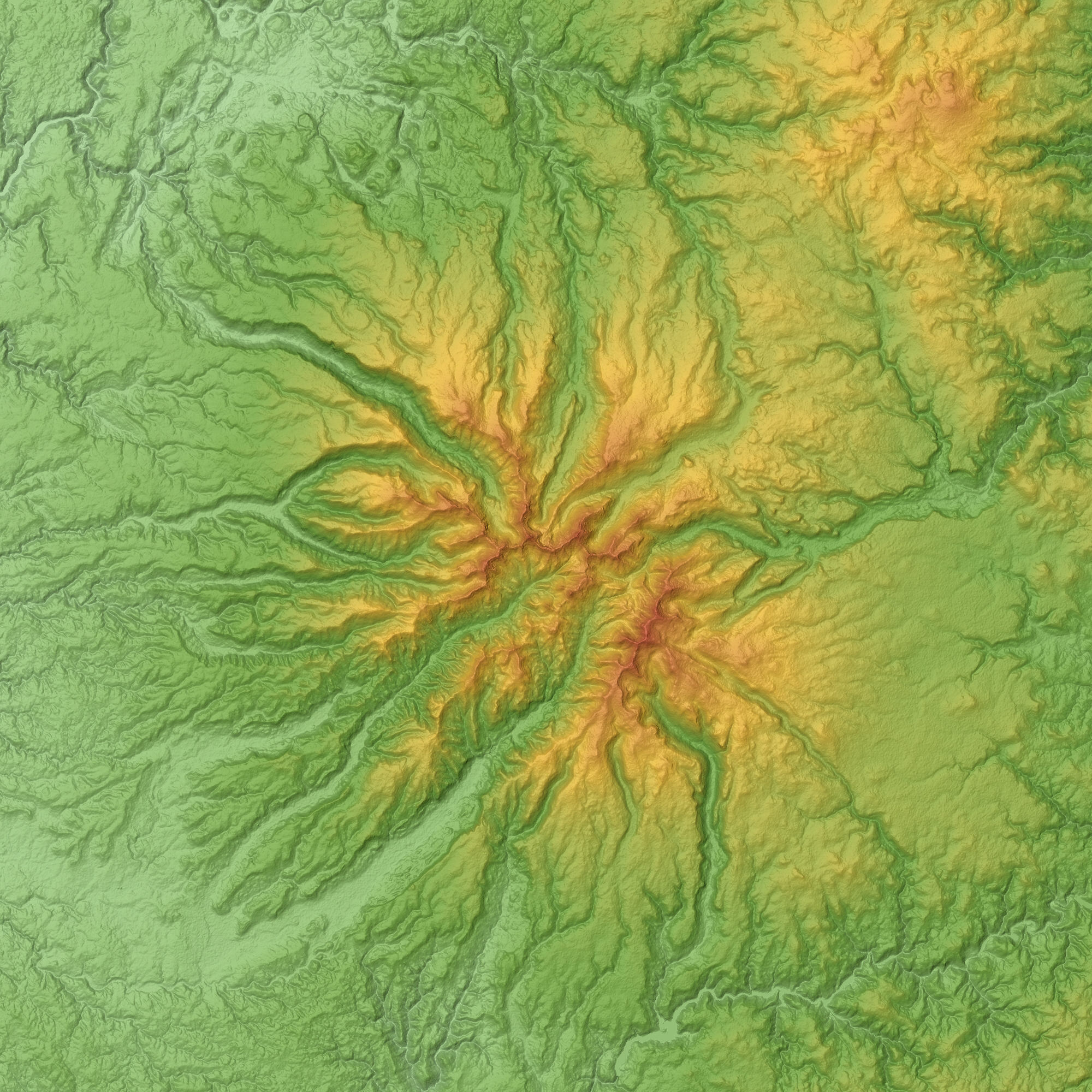
Reliëfkaart van het Cantalgebergte

De bekendste toppen van de Monts du Cantal bevinden zich nabij Le Lioran:
- Plomb du Cantal (1855 m), bereikbaar per kabelbaan vanaf Super Lioran;
- Puy Mary (1787 m);
- Puy Griou (1690 m).

Ook de minder bekende toppen Puy de Peyre-Arse (1806 m) en de Puy Chavaroche (1739 m) bevinden zich in dit gebied.
Andere bergen zijn onder andere:
- Puy du Rocher (1813 m)
- Puy Brunet (1806 m)
- Puy de la Cède (1768 m)
- Rocher de la Sagne du Porc (1716 m)
- Puy de la Tourte (1704 m)
- Puy de Gudette (1423 m)

## Rivieren en valleien
Diverse rivieren en riviertjes ontspringen in het Cantalmassief en hebben hierin rivierdalen gevormd:
- de Alagnon, ontspringt bij Le Lioran ;
- de Bertrande;
- de Cère, ontspringt bij Le Lioran;
- de Doire;
- de Impradine, ontspringt aan de voet van de Puy Mary
- de Jordanne;
- de Authre;
- de Maronne;
- de Mars, ontspringt bij de Puy Mary;
- de kleine Rhue, ontspringt bij de Puy de la Tourte;
- de Santoire, ontspringt aan de voet van de Puy de Peyre-Arse.

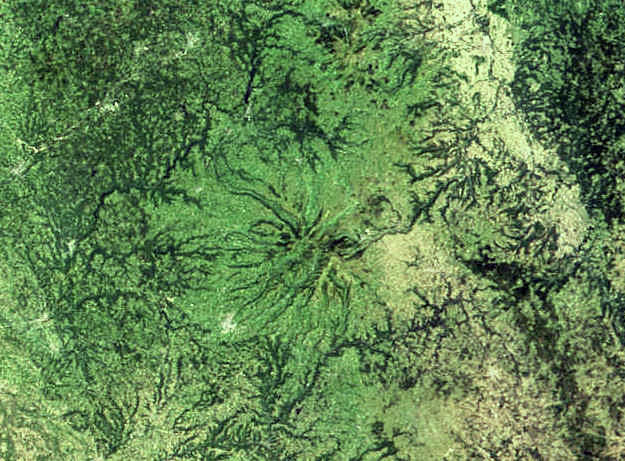
Monts du Cantal op satellietbeelden. Hierop is goed te zien dat rivierdalen vanuit het centrum van de oorspronkelijke vulkaan een radiaal patroon vormen.

## Erfgoed

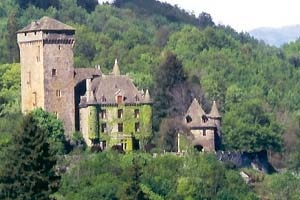
Kasteel van Pesteils

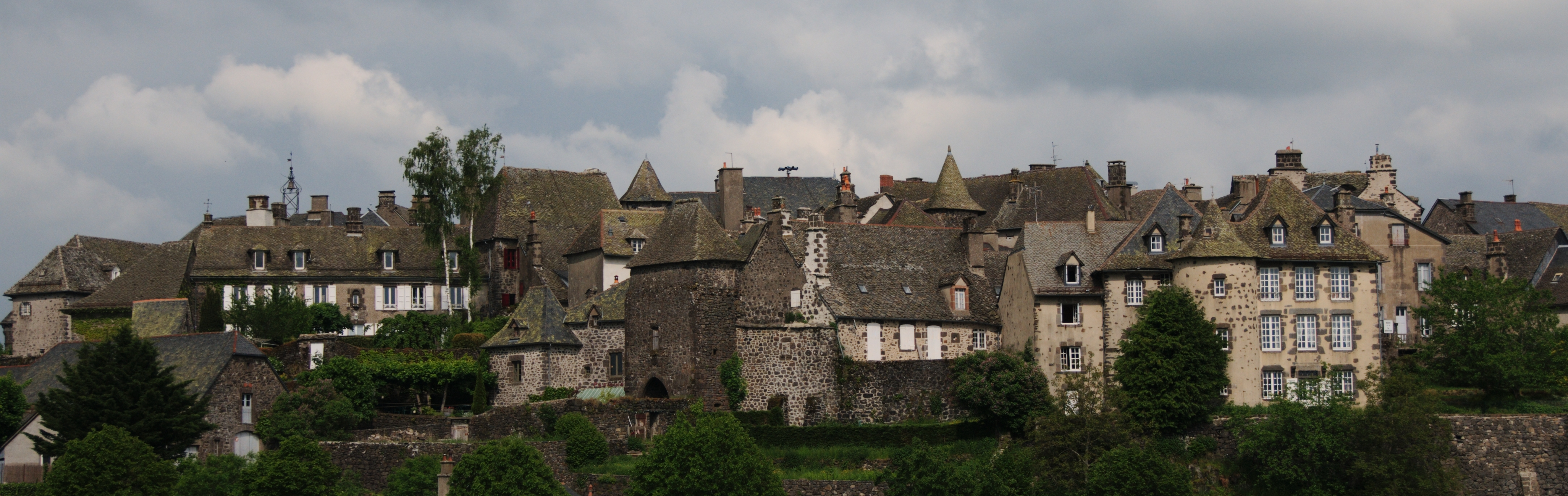
Het middeleeuwse dorp Salers

In de Monts du Cantal liggen verschillende kastelen waaronder het kasteel van Pesteils in Polminhac en dan van Anjony.